# Championnat d'Europe des moins de 19 ans féminin de handball 1996
Navigation
Slovaquie 1998
Le championnat d'Europe des moins de 19 ans féminin de handball 1996, aussi nommé championnat d'Europe junior féminin de handball, est la 1re édition du tournoi. Il se déroule en Pologne du 6 au 14 septembre 1996. Seules les joueuses nées après le 1er janvier 1977 peuvent participer à la compétition.
Le Danemark remporte la première édition de la catégorie en battant l'Ukraine en finale (24-23).

## Résultats

### Tour final
|  | Demi-finales | Demi-finales | Demi-finales | Demi-finales |                               |          | Finale       | Finale       | Finale       | Finale       |
|  |              |              |              |              |                               |          |              |              |              |              |
|  | 13 septembre | 13 septembre | 13 septembre | 13 septembre |                               |          | 14 septembre | 14 septembre | 14 septembre | 14 septembre |
|  | Russie       | Russie       | 20           | 20           |                               |          | 14 septembre | 14 septembre | 14 septembre | 14 septembre |
|  | Russie       | Russie       | 20           | 20           |                               |          | 14 septembre | 14 septembre | 14 septembre | 14 septembre |
|  | Danemark     | Danemark     | 21           | 21           |                               |          | 14 septembre | 14 septembre | 14 septembre | 14 septembre |
|  | Danemark     | Danemark     | 21           | 21           | Danemark                      | Danemark | 24           | 24           |              |              |
|  | 13 septembre |              |              |              | Danemark                      | Danemark | 24           | 24           |              |              |
|  |              |              | Ukraine      | Ukraine      | 23                            | 23       |              |              |              |              |
|  | Ukraine      | Ukraine      | Ukraine      | Ukraine      | 23                            | 23       | 31           | 31           |              |              |
|  | Ukraine      | Ukraine      |              |              |                               |          |              | 31           |              |              |
|  | Norvège      | Norvège      | 21           | 21           |                               |          |              |              |              |              |
|  | Norvège      | Norvège      | 21           | 21           | Match pour la troisième place |          |              |              |              |              |
|  |              |              |              |              |                               |          |              |              |              |              |
|  | 14 septembre |              |              |              |                               |          |              |              |              |              |
|  | Russie       | Russie       | 22           | 22           |                               |          |              |              |              |              |
|  | Russie       | Russie       | 22           | 22           |                               |          |              |              |              |              |
|  | Norvège      | Norvège      | 21           | 21           |                               |          |              |              |              |              |
|  | Norvège      | Norvège      | 21           | 21           |                               |          |              |              |              |              |

## Le vainqueur
| Champion d'Europe junior 1996 Danemark 1re victoire |

## Classement final
Le classement final de la compétition est :
| Rang                      | Équipe      |
| ------------------------- | ----------- |
| Médaille d'or, monde      | Danemark    |
| Médaille d'argent, monde  | Ukraine     |
| Médaille de bronze, monde | Russie      |
| 4                         | Norvège     |
| 5                         | France      |
| 6                         | Roumanie    |
| 7                         | Biélorussie |
| 8                         | Pologne     |
| 9                         | Bulgarie    |
| 10                        | Allemagne   |
| 11                        | Turquie     |
| 12                        | Slovénie    |